# Curicaberis azul
La araña cangrejo gigante (Curicaberis azul), es un arácnido perteneciente a la familia Sparassidae del orden Araneae. Esta especie fue descrita por Rheims en el 2015.

## Clasificación y descripción
El nombre del género Curicaberis es un sustantivo tomado de la cultura mexicana, “Curicaberis” es el cielo y el dios del pueblo de Tarasco (una tribu indígena al oeste de México). El nombre específico azul es en aposición a la localidad tipo.
El prosoma es de color naranja, café a lo largo de la fóvea. Con quelíceros, patas y pedipalpos naranjas. Labium naranja. Enditos naranja pálido, más oscuro en la base. Esternón naranja con márgenes marrones. Opistosoma amarillo pálido; dorsalmente con manchas marrones dispersas lateralmente en la mitad anterior y con seis líneas en forma de v medianos en la mitad posterior. Longitud total de aproximadamente 11 mm. Prosoma de 5 mm de largo, 5,1 de ancho, Opistosoma de 5 mm de largo y 3,8 mm de ancho. Pata I con 29,7 mm, II con 32,4 mm, III con 21,1 mm y IV con 25 mm.

## Distribución
Es una especie endémica de México y hasta el momento el único registro formal es para el estado de Veracruz.

## Hábitat terrestre
No se tiene información sobre el tipo de hábitat que esta especie ocupa, sin embargo, algunos miembros de la misma familia habitan en lugares secos y pedregosos, desde el nivel del mar a cotas altas en las montañas como los 3200 m s. n. m.

## Estado de conservación
No se encuentra dentro de ninguna categoría de riesgo en las normas nacionales o internacionales.